# Торп Арч
Торп Арч — тренировочная база английского футбольного клуба «Лидс Юнайтед». Там же находится футбольная академия «Лидса». Располагается в деревне Торп-Арч, Уэст-Йоркшир, недалеко от города Уэтерби, занимает площадь около 12.1 гектаров. Сама база состоит из трех секций: Барн, Гранж и секция тренировочных полей. В настоящее время «Лидс Юнайтед» не является владельцем ни одной из секций, но Барн и тренировочные поля сдаются клубу в аренду. С городскими властями ведутся переговоры о выкупе базы. Молодёжные команды «Лидса» до 16 и до 18 лет проводят там домашние матчи.

## История
Торп Арч был построен благодаря усилиям Говарда Уилкинсона, который возглавил «Лидс» в 1988 году и сразу заявил, что клубу необходима современная, хорошо оборудованная тренировочная база. В начале 90-х клуб начал искать подходящий участок земли; вскоре в Торп Арче были построены несколько тренировочный полей и клуб переехал туда. Секция Гранж была построена в то же время и включала в себя раздевалки, административные здания и пансион для игроков академии.
В 2000 году клуб начал строительство новой ещё более современной секции Барн для академии. Стоимость проекта составила 5 миллионов фунтов. В частности, были построены бассейн, крытое поле, тренажерный зал и новые раздевалки. Новая академия открылась в 2002 году.
Однако уже в 2004 клуб столкнулся с финансовыми трудностями и Гранж был продан инвестиционной компании, которой владел местный бизнесмен. Позже Барн и тренировочные поля были перепроданы другой компании Barnaway Limited, владельцем которой являлся бизнесмен из Манчестера Яков Адлер, за 4.2 миллиона фунтов. Barnaway Limited стала сдавать базу в аренду «Лидсу». В сентябре 2009 года управляющий «Лидса» Кен Бейтс заявил что клуб ведёт переговоры с городским советом Лидса и надеется, что совет выкупит Торп Арч у Адлера, но сделка так и не состоялась. В 2013 году новый тренер «Лидса» Брайан Макдермотт заявил, что в планах клуба обновление Торп Арч.

## Структура
Гранж, секция использовалась клубом с начала 90-х до 2000 года, там размещалась академия, офисы и раздевалки.
Восемь тренировочных полей с натуральным покрытием, стандартного размера, некоторые из них оборудованы дренажной системой.
Барн, секция заменила Гранж в 2002 году, включает в себя ресепшн, кафе, офисы, раздевалки, а также:
- Крытое поле: используется в основном академией. Поле имеет искусственное покрытие и подогрев.
- Кабинеты физиотерапии: два кабинета, в которых игроки основной команды и юниоры могут проходит физиолечение.
- Медицинская лаборатория: используется врачами для исследований, медицинского обследования игроков.
- Комната реабилитации: здесь игроки восстанавливаются после травм. Кроме специального оборудования есть также баскетбольная площадка.
- Тренажерный зал: используется игроками для реабилитации игроков и для тренировок.
- Водный комплекс: включает в себя ванны джакузи, бассейн для гидротерапии и плавательный бассейн.